# Mirsharai
Mirsharai (en bengali : মীরসরাই) est une upazila du Bangladesh dans le district de Chittagong. En 1991, on y dénombrait 325 712 habitants.